# Thomas Erikson (ledarskapscoach)
Thomas Erikson, folkbokförd Thomas Lennart Joakim Eriksson, född 19 september 1965 i Örnsköldsviks församling i Västernorrlands län, är en svensk författare, föreläsare och ledarskapscoach. Han är känd för boken Omgiven av idioter, där människor delas in i färger baserad på den ovetenskapliga DISC-teorin.

## Biografi
Erikson debuterade 2011 med kriminalromanen Bländverk, den första i thrillerserien om beteendevetaren Alex King. King blir av en slump inblandad i polisutredningen av en seriemördare och hjälper polisen att analysera olika misstänkta genom att bestämma vilken färg de har enligt DISC-metoden, ibland även kallad fyrfärgsmetoden.

### Omgiven av-böckerna
Enligt Erikson gav romanen Bländverk upphov till frågor och mejl om DISC-metoden. Detta gjorde att han för att möta intresset skrev en bok i ämnet, Omgiven av idioter, där metoden beskrevs tillsammans med fiktiva exempel och humoristiska betraktelser från verkligheten. Efter en trevande start 2014 kom boken både 2017 och 2018 att bli årets mest sålda pocket inom Sverige; den sägs ha sålts i över 1,8 miljoner exemplar och översatts till 40 språk.
Erikson har efter Omgiven av idioter utkommit med ytterligare böcker med liknande inriktning: Omgiven av psykopater (2017), Omgiven av dåliga chefer (2018) samt en ljudbok Omgiven av latmaskar utgiven 2018.
DISC-personlighetstestet baseras på teori som framlades av William Moulton Marston(en) på 1920-talet, och på ett självbeskrivningstest som utvecklades på 1960-talet.

#### Kritik mot bokserien
Boken kritiserades 2018 av bland annat psykologen Jonas Hjalmar Blom som i ett blogginlägg förklarade bristerna med den påstådda vetenskapliga grunden i boken, och senare av Filter-journalisten Madelene Pollnow för att utge sig vila på vetenskapliga rön genom att tillämpa den utdaterade och överförenklande DISC-modellen. Erikson har fått kritik för att kalla sig "beteendevetare", trots att han inte har någon akademisk utbildning inom detta eller något annat fack. En liknande kritik framfördes i oktober 2018 av psykologen Michael Horvath Dahlman som framförde att "Erikson har missat de senaste femtio årens forskning". Psykologen Britta Högberg beskrev i Dagens Arena Eriksons bokserie exempel på ledarskapscoaching utan kritiskt förnuft och läsningen av den som att bli "indragen i en sekt" styrd av "charlataner som ser människan som ett verktyg och framgång som en dygd".
En av få referenser till etablerad forskning i boken är Magnus Lindwalls (professor i psykologi med inriktning hälsopsykologi vid Göteborgs universitet) Självkänsla bortom populärpsykologi (Studentlitteratur, 2011). Lindwall kommenterar Omgiven av idioter: "Det är väldigt skickligt paketerat. En jättesnygg produkt. Men sanningen är att det inte är mer vetenskapligt än horoskop.", "Han har tagit någonting som är extremt löst baserat på forskning och pimpat det med egna anekdoter och erfarenheter."
Erikson har bemött kritiken på sin egen webbplats, i P4 extra samt i viss mån i Pollnows artikel. Han framför att "beteendevetare" inte är en skyddad yrkestitel och att han funnit denna titel lämplig och användbar då han "sysslar med beteenden". Han framför också att han i boken varit tydlig med att de fyra färgerna inte på något vis kan beskriva en person i sin helhet, där boken inleds med konstaterandet: "Den här boken gör inga som helst anspråk på att vara heltäckande när det kommer till hur vi människor kommunicerar med varandra." Angående påståendet att Big Five-modellen skulle vara ett bättre alternativ än DISC-modellen framhåller han att jämförelsen haltar, då DISC inte är något personlighetstest utan ett självskattningsverktyg, samt att han ser DISC-metoden "som pedagogiskt väldigt användbar för att skapa en plattform att utgå från".

#### Kritik mot kursverksamheten
I takt med att Omgiven av idioter blivit allt populärare och lagt grunden till kurser som köps in av offentliga myndigheter har kritiken stadigt ökat, speciellt under hösten 2019. Barnläkaren Mats Reimer skriver: "Teorierna bakom DISC är rena fantasier och vetenskapliga utvärderingar lyser med sin frånvaro. Men de fyra färgerna verkar fascinera dagens publik på samma sätt som folk tills ganska nyligen såg (och en del fortfarande ser) horoskop som en källa till kunskap."
I Region Östergötland har vissa utbildningar som ST-läkare och Studierektor krav på att eleverna har en DISC-profil, vilket fås efter att ha genomgått en kurs till en kostnad på 17 900 kronor. Förutom avgiften kostar det 9 000 kronor i kost och logi per deltagare, plus lön, som allt betalas med offentliga medel. Även Halland, Västernorrland och Västra Götalandsregionen har spenderat mångmiljonbelopp på kurserna.
Efter uppmärksamheten meddelade Lipus (kvalitetsgranskare för AT- och ST-utbildningar i Sverige, dotterbolag till Sveriges Läkarförbund) den 15 januari 2020 att man SKA se över DISC-modellen och de godkännanden som man tidigare gjort. Dessa gjorde det möjligt för kurserna baserade på framgången för Omgiven av idioter kunde anlitas av offentliga verksamheter.

#### Årets förvillare
År 2018 blev Erikson utsedd till "Årets förvillare" av Vetenskap och folkbildning med motiveringen "Thomas Erikson har med boken Omgiven av idioter och sin omfattande föreläsningsverksamhet lyckats vilseleda en stor del av det svenska folket att tro på ren pseudovetenskap och grova psykologiska förenklingar."

### Rita-Benson-serien
I genren kriminalromaner har Erikson skrivit Rita-Benson-serien, med böckerna Av jord är du kommen (2015) och Dödgrävarens dotter (2017).

### Familj
Thomas Erikson är sedan 2017 gift med författaren Christina Erikson, född Granbom.

### Kommunikation och mänskligt beteende
- Omgiven av idioter: hur man förstår dem som inte går att förstå (2014)
- Omgiven av psykopater: så undviker du att bli utnyttjad av andra. 2017 Libris 20008306
- Omgiven av dåliga chefer: varför bra ledarskap är så sällsynt. 2018 Libris 22571680
- Omgiven av latmaskar. 2018. ISBN 9789178270057. https://www.adlibris.com/se/ljudbok/omgiven-av-latmaskar-9789178270057
- Omgiven av motgångar. 2020. ISBN 9789137154855
- Omgiven av narcissister. 2021. ISBN 9789137157269
- Omgiven av energitjuvar. 2022. ISBN 9789189585270
- Omgiven av lögnare. 2024. ISBN 9789189820692

### Alex King-serien
- Bländverk. 2011. Libris 12135036
- Illdåd. 2012. Libris 12751126
- Vanmakt. 2013. Libris 13989698
- Vedergällning. 2014. Libris 16525005

### Rita Benson-serien
- Av jord är du kommen (tillsammans med Christina Granbom). 2015. Libris 17872786

- Dödgrävarens dotter (tillsammans med Christina Granbom) 2017

### Övrigt
- Miljardären. Malmö: Bokfabriken. 2023. Libris t9mqj632rfnjjh5c. ISBN 9789180314879